# جولین مارتینلی
جولین مارتینلی (انگلیسی: Julien Martinelli؛ زادهٔ ۱۲ دسامبر ۱۹۸۰) بازیکن فوتبال اهل فرانسه است.
از باشگاه‌هایی که در آن بازی کرده‌است می‌توان به باشگاه فوتبال استراسبورگ و باشگاه فوتبال آنژه اشاره کرد.